# Empereur Alexandre III (cuirassé, 1914)
Pour les articles homonymes, voir Alexandre III.
Ne doit pas être confondu avec Empereur Alexandre III (cuirassé, 1901).
L’Empereur Alexandre III (en russe : Император Александр III, Imperator Aleksandr III) est un cuirassé dreadnought de la classe Impératrice Maria construit pour la Marine impériale russe. Lancé en 1914, les Bolcheviques le renomment en 1917 Volya (Воля, en français « liberté »), en 1920, l'Armée blanche lui attribua le nom de Général Alekseïev (Генерал Алексеев). En raison des retards pris dans la livraison des machines par la Grande-Bretagne, ce cuirassé livre peu de combats navals au cours de la Première Guerre mondiale.

## Historique
L’Empereur Alexandre III fut construit dans le chantier naval Nikolaïev. En 1917, le cuirassé est en mesure de réaliser une série d'essais en mer. Néanmoins, l'équipement final de ce bâtiment de guerre est interrompu par la Révolution russe et n'est jamais complété.

### Carrière dans la Marine impériale de Russie
Lancé le 15 avril 1914, le cuirassé reçoit son affectation afin d'effectuer son service dans la Flotte de la mer Noire.

### Révolution et guerre civile
En novembre 1917, l’Empereur Alexandre III est rebaptisé Volya (Воля) (volonté) et rejoint la marine ukrainienne, il prend la mer et intercepte le croiseur turc Midili. En janvier 1918, le cuirassé participe, côté bolchevique, aux combats à Odessa.
Alors qu'il est saisi par les révolutionnaires russes, le 29 avril, le drapeau ukrainien est de nouveau hissé sur le cuirassé, mais, devant l'avancée des troupes allemandes alliées au colonel Bolbochan, il est amené rapidement et, le 1er mai 1918, avec d'autres bâtiments de guerre de la flotte de la mer Noire, le Volya est transféré de Sébastopol à Novorossiisk.

### Carrière dans la Marine soviétique
Après le traité de Brest-Litovsk signé le 3 mars 1918, afin qu'ils soient placés sous son contrôle, le gouvernement allemand exigea le retour des navires russes à Sébastopol. Lénine ordonne le sabordement des bâtiments de guerre soviétiques, cette ordonnance cryptée adressée à Fiodor Raskolnikov est envoyée à Novorossiisk. Les officiers de la Flotte de la mer Noire tiennent conseil afin de prendre une décision concernant l'avenir de la flotte soviétique en mer Noire. Après des discussions houleuses, un vote à la majorité décide du retour de la flotte à Sébastopol. En 1918, le Volya et d'autres bâtiments de guerre soviétiques tombent entre les mains des Allemands.

### Carrière dans l'Armée blanche
En 1918, capturé par les Britanniques, le Volya est remis à l'Armée blanche. Le 24 novembre 1918, le drapeau de saint André est hissé sur le cuirassé. Après la défaite de Guillaume II d'Allemagne, les alliés Français et Britanniques s'emparent des navires de la flotte de l'Armée blanche. Avec un équipage et sous pavillon anglais, les navires sont amenés dans le port d'Izmit, en Turquie. En août 1919, les bâtiments de guerre, dont le Volya, sont remis à l'Armée blanche. Le cuirassé, rebaptisé Général Alekseïev (Генерал Алексеев) en hommage à Mikhail Alekseïev, est affecté à la 2e armée des volontaires ; il sert dans les forces navales de l'Armée blanche en mer Noire. Au cours de la guerre civile russe, le cuirassé prend part à des combats contre l'Armée rouge dans l'estuaire du Dniepr.
En 1920, le Général Alekseïev prend part à l'évacuation de l'Armée blanche de Crimée. Avec la flotte du général baron Wrangel, le Général Alekseïev est interné dans le port français de Bizerte en Tunisie.

### Nouvelle carrière dans la Marine soviétique
L'URSS reconnue en 1924, le Général Alekseïev est remis officiellement à la marine soviétique, le cuirassé reste toutefois ancré à Bizerte et ne reprendra jamais du service.

### Batteries sur le Mur de l'Atlantique
En 1940, les canons de 305 mm de l'ex-Empereur Alexandre III sont vendus à la Finlande. Les clauses de cette vente stipulent la livraison des canons en trois transports. Deux livraisons atteignent la Finlande, la troisième est interceptée par les Allemands à Narvik. Ces canons sont envoyées à l'usine Krupp en Allemagne. Après vérification de leur fiabilité, ils sont installés sur une batterie. En 1943, ils forment la batterie Mirus, qui est installée à Guernesey. Ces armes de gros calibres installées sur le Mur de l'Atlantique provoquent de graves dommages aux bâtiments de guerre anglo-américains.
L'ex-Empereur Alexandre III est démoli en 1936 en France.